# La Légende de Duluoz
La Légende de Duluoz (The Duluoz Legend) est le nom générique donné par l'écrivain américain Jack Kerouac à la majeure partie de son œuvre, dont il disait lui-même que :
« Mon œuvre compose un grand livre, à la manière de la Recherche du temps perdu de Proust, à la différence que mes souvenirs sont écrits comme durant une fuite plutôt que malade dans mon lit. En raison des objections de mes premiers éditeurs, il ne me fut pas permis d'employer les mêmes noms de personnages dans chacune de mes œuvres. Sur la route, Les Souterrains, Les Clochards célestes, Docteur Sax, Maggie Cassidy, Tristessa, Les Anges vagabonds et les autres ne sont que des chapitres d'un ensemble que j'appelle La Légende de Duluoz. Étant âgé, j'aimerais rassembler toute mon œuvre, réinsérer mon panthéon de noms identiques, laisser la longue étagère pleine de livres, et mourir heureux. Cette chose dans son ensemble forme une énorme comédie, vue au travers des yeux du pauvre Ti'Jean (moi), également connu sous le nom de Jack Duluoz, un monde d'actes et de folie déchaînés et aussi d'aimable douceur vue au travers du trou de serrure de ses yeux ».

## Liste des œuvres
Les romans composant la Légende de Duluoz correspondent à ceux de la liste suivante, dans l'ordre chronologique des périodes narrées :
| Titre                                                | Écrit en    | Couvre la période de : |
| ---------------------------------------------------- | ----------- | ---------------------- |
| Atop an Underwood : Early Stories and Other Writings | 1936 - 1943 | Divers                 |
| Visions de Gérard                                    | 1956        | 1922 à 1926            |
| Docteur Sax                                          | 1952        | 1930 à 1936            |
| Avant la route                                       | 1946 - 1949 | 1935 à 1946            |
| Maggie Cassidy                                       | 1953        | 1938 à 1939            |
| Vanité de Duluoz                                     | 1968        | 1935 à 1946            |
| Sur la route                                         | 1948 - 1956 | 1946 à 1950            |
| Visions de Cody                                      | 1951 - 1952 | 1946 à 1952            |
| Les Souterrains                                      | 1953        | 1953                   |
| Tristessa                                            | 1955 - 1956 | 1955 à 1956            |
| Les Clochards célestes                               | 1957        | 1955 à 1956            |
| Les Anges de la désolation                           | 1956 à 1961 |                        |
| Big Sur                                              | 1961        | 1960                   |
| Satori à Paris                                       | 1965        | 1965                   |

Note : Les deux livres dont les titres suivent sont parfois inclus dans la Légende de Duluoz : 
- Le Vagabond solitaire, un recueil d'essais et de nouvelles.
- Le Livre des rêves, un recueil de rêves faits entre 1952 et 1960.